# Iwołginsk
Iwołginsk (ros. Иволгинск) – wieś w Rosji, w Buriacji, ośrodek administracyjny rejonu iwołgińskiego. W 2010 liczyła 7382 mieszkańców.